# Keurig Dr Pepper
Keurig Dr Pepper, Inc., bis 2018 Keurig Green Mountain, Inc., ist ein 1981 unter dem Namen Green Mountain Coffee Roasters, Inc (GMCR) gegründeter Hersteller von Spezialkaffee und Kaffeemaschinen mit Sitz in Waterbury, Vermont. Seine kanadische Geschäftseinheit ist als Keurig Canada Inc. tätig. Neben Kaffeebohnen und gemahlenem Kaffee werden Produkte wie Kaffee, Trinkschokolade oder Tee als Portionsverpackung oder Einweg-Kaffeepads für eigene Brausysteme vertrieben. Durch seine eigenen und seine lizenzierten Marken bietet das Unternehmen über 400 verschiedene Kaffeevarianten und andere Getränkearten an.

## Geschichte

### Anfänge
Green Mountain Coffee Roasters, Inc. hatte seinen Anfang, als der Unternehmer Bob Stiller in einem Vermonter Ski-Resort eine so gute Tasse Kaffee entdeckte, dass er deren Ursprung ausfindig machte. 1981 kauften er und ein Partner zwei Drittel der Anteile an dem kleinen Spezialkaffee-Röstunternehmen in Waitsfield, Vermont, das die gerösteten Bohnen produzierte. Der Laden und das Café verkauften der Öffentlichkeit und einigen Restaurants Bohnen, Pulver und Kaffee. Zu einer Zeit, als Premium-, Spezial- und Gourmetkaffee noch selten waren, widmete Stiller sich dem Kaffeerösten, wobei er ausschließlich Arabica-Kaffeebohnen einsetzte. 1982 hatte das Unternehmen um die 30 Mitarbeiter und verlagerte seinen Produktionsstandort nach Waterbury, Vermont.
Stiller zahlte seine zwei Partner für 100.000 US-Dollar aus und wurde innerhalb von zwei Jahren seines ursprünglichen Kaufes alleiniger Eigentümer des Unternehmens, doch es dauerte vier Jahre, um Gewinn zu machen. Um das Geschäft zu steigern, verkaufte Stiller den Kaffee sowohl an Edelrestaurants als auch an Tankstellen, und da er sich keine Werbung leisten konnte, verteilte er Gratisproben. 1986 startete er einen Versandhandel, den er in Gourmetmagazinen bewarb, und akquirierte seinen ersten Supermarktkettenkunden, Kings Food Markets.
Stiller bezog schon früh Technologien mit ein – um die Bestellungen der Kunden zu verfolgen, um Rösthitzestufen passend für jede Packung zu regulieren und um den Vertrieb, die Herstellung, den Verkauf und die Mitarbeiter (durch PeopleSoft seit 1997) nachzuverfolgen. Das Unternehmen war auch früh auf einen Ethos des Umweltschutzes und der sozialen Verantwortung bedacht; ab 1983 kompostierten Mitarbeiter den Kaffeesatz der Ladengeschäfte, und ab 1986 führte Green Mountain seinen ersten Bio-Kaffee in einem Einzelhandelstest ein. Umweltschutz, Nachhaltigkeit, unternehmerische Sozialverantwortung und fairer Handel wurden bald zu übergeordneten Grundsätzen, für die Green Mountain bekannt wurde. Es ist einer der größten Lieferanten von doppelt zertifiziertem Fair-Trade- und Biokaffee der Welt.

### Expansion
Als Amerikas Kaffeegeschmäcker sich änderten, wuchsen die Verkäufe von Green Mountains geröstetem Kaffee. 1991 hatte GMCR sieben Ladengeschäfte, 1.000 Großhandelskunden, 11 Millionen US-Dollar in Verkäufen und 200.000 US-Dollar an Profit gemacht. Bis 1993 hatte das Unternehmen 2.400 Großhandelskunden und Verkäufe von ungefähr 10 Millionen US-Dollar, und Green Mountain Coffee Roasters, Inc. wurde unter dem Ticker „GMCR“ börsennotiert. Das Unternehmen weitete seine Ladenstandorte, Gastronomievertrieb, Versandhandel und Großhandel aus.
1994 begann Green Mountain nach Kanada und Taiwan zu exportieren. In den späten 1990ern weitete es seinen Vertrieb in nationalen Supermärkten und Tankstellen über den Nordosten der Vereinigten Staaten aus, und verkaufte seine Produkte in Fluglinien und Amtrak, Spezialkaffeegeschäften und anderen Orten.

### Keurig und die Einführung von K-Cups mit Green Mountain Coffee
1993 sind die drei Technikunternehmer von Keurig, einem Start-Up aus Massachusetts, an GMCR herangetreten, um ein Einweg-Kaffeebrühsystem zu entwickeln, was die erste Investition von Green Mountain in das entstehende Unternehmen war. Der Markenname Keurig wurde gefunden, als man in einem Wörterbuch das niederländische Wort für englisch exzellence nachschlug, da man den Niederlanden ein positives Image zusprach (niederländisch keurig bedeutet ausgezeichnet). 1996 hat GMCR weiter in Keurig investiert, und eine 35 % Beteiligung an dem Unternehmen gekauft. 1997 wurde Green Mountain Coffee Roasters der erste Röster, der Kaffee in K-Cup-Pads für das Keurig Single-Cup-Brühsystem anbot, und 1998 lieferte Keurig sein erstes Brühsystem für den Büroeinsatz. Die Einführung der ersten K-Cups mit Green Mountain Coffee half GMCR dabei, weiter mit der allgegenwärtigen Präsenz von Starbucks zu konkurrieren, indem man Leuten die Möglichkeit gab, ihre Tasse Premiumkaffee selbst zu brühen.
Ebenfalls 1997 hat ein Deal mit dem Wasserproduzenten Poland Spring den Markt für Büroangestellte erschlossenen, als sie im Nordosten der Vereinigten Staaten an tausende Büros Green Mountain Coffee verteilten. 1998 schloss GMCR seine 12 Ladengeschäfte zugunsten des wachsenden Versandhandels und Online-Marktes, seines wachsenden Vertriebs an Geschäftsbüros und andere nationale Örtlichkeiten, und seines Großhandelsmarktes, In dem Jahr unterzeichnete es einen exklusiven Deal mit Resortbetreiber American Skiing Company, bot seinen ersten Firmengeschenkkatalog an, verkaufte seinen zertifizierten Bio-Kaffee in Mineralölkonzern ExxonMobils nationalen und internationalen Läden, und erweiterte seinen Supermarktvertrieb auf 500 Läden. 1999 erweiterte es seinen Exportmarkt bis nach Großbritannien.
2000 erreichte Green Mountain eine Einigung, Fair Trade Kaffee zu bewerben und zu verkaufen, und verpflichtete sich, mindestens 3 % seiner Verkäufe durch TransFair USA Fair Trade zu zertifizieren. 2001 akquirierte das Unternehmen Natur- und Bioprodukt-Großhändler Frontier Organic Coffee, und 2002 unterschrieb es eine Vereinbarung, Fair Trade Kaffee unter dem Newman's Own Organics Label zu verkaufen. Ende 2005 erzielte GMCR einen Deal, seine Newman's Own Organics Blend Kaffees in über 600 McDonald’s-Restaurants in Neuengland und Upstate New York zu verkaufen.
2006 übernahm GMCR 65 Prozent Anteile von Keurig, wodurch das Unternehmen nun vollständig zu GMCR gehörte. 2014 änderte GMCR den Firmennamen zu Keurig Green Mountain.

### Übernahme durch JAB Holding
Von 1993 bis 2015 war das Unternehmen börsennotiert, bis es im Dezember 2015 bekannt gab, dass eine Gruppe von Investoren, geführt von der JAB Holding, Keurig Green Mountain für 13,9 Milliarden US-Dollar akquirieren würde. Die Übernahme wurde im März 2016 abgeschlossen. Keurig Green Mountain ist nun im Privatbesitz, bleibt aber eine selbständige Geschäftseinheit, die von ihrem bestehenden Managementteam geführt wird.
Im Juli 2018 übernahm Keurig die Dr Pepper Snapple Group für 18,7 Milliarden US-Dollar und firmierte um in Keurig Dr Pepper, Inc. Im Oktober 2024 erwarb das Unternehmen für 990 Millionen US-Dollar einen Anteil von 60 Prozent am Energy-Drink-Hersteller Ghost.